# Kabinettsumbildung in Großbritannien 2021
Boris Johnson vollzog vom 15. September bis 18. September 2021 die zweite bedeutende Umbildung seines Kabinetts, nachdem er dies zuletzt im Februar 2020 getan hatte.

## Änderungen auf Kabinettsebene
| Person | Person               | Amt vor der Kabinettsumbildung                                                       | Amt nach der Kabinettsumbildung                                                                         |
| ------ | -------------------- | ------------------------------------------------------------------------------------ | --- |
|        | Gavin Williamson     | Bildungsminister                                                                     | Regierung verlassen                                                                                     |
|        | Nadhim Zahawi        | Parlamentarischer Staatssekretär für den Einsatz von COVID-19-Impfstoffen            | Bildungsminister                                                                                        |
|        | Robert Buckland      | Justizminister Lordkanzler                                                           | Regierung verlassen                                                                                     |
|        | Dominic Raab         | First Secretary of State, Außenminister                                              | Stellvertretender Premierminister, Justizminister Lordkanzler                                           |
|        | Elizabeth Truss      | Ministerin für internationalen Handel Ministerin für Frauen und Gleichstellung       | Außenministerin, Ministerin für Frauen und Gleichstellung                                               |
|        | Anne-Marie Trevelyan | Staatsministerin für Wirtschaft, Energie und sauberes Wachstum                       | Ministerin für internationalen Handel                                                                   |
|        | Robert Jenrick       | Minister für Wohnungswesen, Gemeinden und Kommunalverwaltung                         | Regierung verlassen                                                                                     |
|        | Michael Gove         | Chancellor of the Duchy of LancasterMinister im Cabinet Office                       | Minister für Wohnungswesen, Gemeinden und KommunalverwaltungMinister für zwischenstaatliche Beziehungen |
|        | Stephen Barclay      | Chief Secretary to the Treasury                                                      | Chancellor of the Duchy of Lancaster, Minister im Cabinet Office                                        |
|        | Simon Clarke         | kein Amt in der Regierung (Hinterbänkler)                                            | Chief Secretary to the Treasury                                                                         |
|        | Amanda Milling       | Ministerin ohne Geschäftsbereich, Generalsekretärin der Conservative Party           | Staatsministerin für Asien                                                                              |
|        | Oliver Dowden        | Minister für Kultur, Medien, Digitalisierung und Sport                               | Minister ohne Geschäftsbereich, Generalsekretär der Conservative Party                                  |
|        | Nadine Dorries       | Staatsministerin für psychische Gesundheit, Suizidprävention und Patientensicherheit | Minister für Kultur, Medien, Digitalisierung und Sport                                                  |
|        | Nigel Adams          | Staatsminister für Asien                                                             | Staatsminister im Cabinet Office                                                                        |
|        | Kit Malthouse        | Staatsminister für Kriminalität und Polizei                                          | Kabinettsrang erhalten                                                                                  |
|        | Michelle Donelan     | Staatsminister für Universitäten                                                     | Kabinettsrang erhalten                                                                                  |

## Änderungen in untergeordneten Regierungsämtern
| Person | Person                | Amt vor der Kabinettsumbildung                                                                     | Amt nach der Kabinettsumbildung                                                                      |
| ------ | --------------------- | -------------------------------------------------------------------------------------------------- | --- |
|        | Greg Hands            | Staatsminister für Handelspolitik                                                                  | Staatsminister für Wirtschaft, Energie und sauberes Wachstum                                         |
|        | Penny Mordaunt        | Paymaster General                                                                                  | Staatsministerin für Handelspolitik                                                                  |
|        | Michael Ellis         | stellvertretender Generalstaatsanwalt für England und Wales                                        | Paymaster General                                                                                    |
|        | Alex Chalk            | Parlamentarischer Staatssekretär für Justiz                                                        | stellvertretender Generalstaatsanwalt für England und Wales                                          |
|        | James Cartlidge       | kein Amt in der Regierung (Hinterbänkler)                                                          | Parlamentarischer Staatssekretär für Justiz                                                          |
|        | Luke Hall             | Staatsminister für regionales Wachstum und Kommunalverwaltung                                      | Regierung verlassen                                                                                  |
|        | Kemi Badenoch         | Schatzsekretärin im HM Treasury Parlamentarische Staatssekretärin für Gleichstellung               | Staatsministerin für regionales Wachstum und Kommunalverwaltung Staatsministerin für Gleichstellung  |
|        | Helen Whately         | Staatsministerin für Sozialwesen                                                                   | Schatzsekretärin im HM Treasury                                                                      |
|        | Gillian Keegan        | Parlamentarische Staatssekretärin für Ausbildung und Qualifikation                                 | Staatsministerin für Pflege und psychische Gesundheit                                                |
|        | Alex Burghart         | Parlamentarischer Privatsekretär des Premierministers                                              | Parlamentarischer Staatssekretär für Ausbildung und Qualifikation                                    |
|        | Andrew Griffith       | kein Amt in der Regierung (Hinterbänkler)                                                          | Parlamentarischer Privatsekretär des Premierministers                                                |
|        | Jesse Norman          | Finanzsekretär im HM Treasury                                                                      | Regierung verlassen                                                                                  |
|        | Lucy Frazer           | Staatsministerin für Gefängnisse und Bewährung                                                     | Finanzsekretärin im HM Treasury                                                                      |
|        | Victoria Atkins       | Parlamentarische Staatssekretärin für Opferschutz, Sicherheit und Misbrauchsbekämpfung             | Staatsministerin für Gefängnisse und Bewährung                                                       |
|        | Rachel Maclean        | Parlamentarische Staatssekretärin für Verkehr                                                      | Parlamentarische Staatssekretärin für Opferschutz, Sicherheit und Misbrauchsbekämpfung               |
|        | Trudy Harrison        | Parlamentarische Privatsekretärin des Premierministers                                             | Parlamentarische Staatssekretärin für Verkehr                                                        |
|        | Sarah Dines           | kein Amt in der Regierung (Hinterbänklerin)                                                        | Parlamentarische Privatsekretärin des Premierministers                                               |
|        | James Duddridge       | Parlamentarischer Staatssekretär für Afrika                                                        | Regierung verlassen                                                                                  |
|        | Vicky Ford            | Parlamentarische Staatssekretärin für Kinder und Familien                                          | Parlamentarische Staatssekretärin für Afrika                                                         |
|        | Will Quince           | Parlamentarischer Staatssekretär für Wohlfahrtsversorgung                                          | Parlamentarischer Staatssekretär für Kinder und Familien                                             |
|        | David Rutley          | Kommissar im HM Treasury                                                                           | Parlamentarischer Staatssekretär für Wohlfahrtsversorgung                                            |
|        | Nick Gibb             | Staatsminister für Schulstandards                                                                  | Regierung verlassen                                                                                  |
|        | Robin Walker          | Staatsminister für Nordirland                                                                      | Staatsminister für Schulstandards                                                                    |
|        | Conor Burns           | kein Amt in der Regierung (Hinterbänkler)                                                          | Staatsminister für Nordirland                                                                        |
|        | Matt Warman           | Staatsminister für Digitale Infrastruktur                                                          | Regierung verlassen                                                                                  |
|        | Chris Philp           | Parlamentarischer Staatssekretär für Einwanderungsbestimmungen und Gerichte                        | Staatsminister für Digitale Wirtschaft                                                               |
|        | Tom Pursglove         | Whip                                                                                               | Parlamentarischer Staatssekretär für Einwanderungsbestimmungen und Gerichte                          |
|        | John Whittingdale     | Staatsminister für Medien und Daten                                                                | Regierung verlassen                                                                                  |
|        | Julia Lopez           | Staatsministerin für Regierungsangelegenheiten                                                     | Staatsministerin für Medien und Daten                                                                |
|        | Victoria Prentis      | Parlamentarische Staatssekretärin für Landwirtschaft, Fischerei und Ernährung                      | Staatsministerin für Landwirtschaft, Fischerei und Ernährung                                         |
|        | Jo Churchill          | Parlamentarische Staatssekretärin für Prävention, öffentliche Gesundheit und Grundversorgung       | Parlamentarische Staatssekretärin für Landwirtschaft, Fischerei und Ernährung                        |
|        | Maria Caulfield       | Whip                                                                                               | Parlamentarische Staatssekretärin für Prävention, öffentliche Gesundheit und Grundversorgung         |
|        | Graham Stuart         | Parlamentarischer Staatssekretär für Ausfuhren und Exporte                                         | Regierung verlassen                                                                                  |
|        | Mike Freer            | | Parlamentarischer Staatssekretär für Ausfuhren und Exporte                                           |
|        | George Freeman        | kein Amt in der Regierung (Hinterbänkler)                                                          | Parlamentarischer Staatssekretär für Wissenschaft, Forschung und Innovation                          |
|        | Maggie Throup         | Kommissarin im HM Treasury                                                                         | Parlamentarische Staatssekretärin für den Einsatz von COVID-19-Impfstoffen                           |
|        | Lee Rowley            | kein Amt in der Regierung (Hinterbänkler)                                                          | Parlamentarischer Staatssekretär für Wirtschaft und Industrie                                        |
|        | Justin Tomlinson      | Staatsminister für Menschen mit Behinderungen, Arbeit und Gesundheit                               | Regierung verlassen                                                                                  |
|        | Chloe Smith           | Staatsministerin für Verfassung und Devolution                                                     | Staatsministerin für Menschen mit Behinderungen, Arbeit und Gesundheit                               |
|        | Neil O’Brien          | kein Amt in der Regierung (Hinterbänkler)                                                          | Parlamentarischer Staatssekretär für gleichwertige Lebensverhältnisse, die Union und Verfassung      |
|        | Caroline Dinenage     | Staatsministerin für Digitalisierung und Kultur                                                    | Regierung verlassen                                                                                  |
|        | David Duguid          | Parlamentarischer Staatssekretär für Schottland                                                    | Regierung verlassen                                                                                  |
|        | Malcolm Offord        | kein Amt in der Regierung                                                                          | Parlamentarischer Staatssekretär für Schottland                                                      |
|        | Elizabeth Berridge    | Parlamentarische Staatssekretärin für Frauen Parlamentarische Staatssekretärin für das Schulsystem | Regierung verlassen                                                                                  |
|        | Deborah Stedman-Scott | Parlamentarische Staatssekretärin für Arbeit und Renten                                            | Parlamentarische Staatssekretärin für Frauen Parlamentarische Staatssekretärin für Arbeit und Renten |
|        | Diana Barran          | Parlamentarische Staatssekretärin für Zivilgesellschaft                                            | Parlamentarische Staatssekretärin für das Schulsystem                                                |
|        | James Bethell         | Parlamentarischer Staatssekretär für Innovation                                                    | Regierung verlassen                                                                                  |
|        | Syed Kamall           | kein Amt in der Regierung                                                                          | Parlamentarischer Staatssekretär für Innovation                                                      |